# Rio Dora Riparia
O rio Dora Riparia (em latim: Duria minor, em francês:  Doire Ripaire, em piemontês:  Dòira Rivaira) é um rio alpino da França e da Itália. Nasce nos Alpes Cócios em França, corre no vale de Susa e é afluente do rio Pó pela margem esquerda, sendo a convergência em Turim. Tem 125 km de comprimento e apresenta regime nivo-pluvial.
Este nome Dora encontra-se no Piemontês  com este rio e o rio Dora Baltea, na frança com o Dore um afluente do rio Allier,  mas também em português com o Douro. 
A origem ainda não está certificada mas parece que Dora provir da língua celta,